# Forțele Democratice Siriene
Forțele Democratice Siriene (arabă: قوات سوريا الديمقراطية, translit. Quwwāt Sūriyā al-Dīmuqrāṭīya‎, kurdă Hêzên Sûriya Demokratîk, siriacă ܚܝ̈ܠܘܬܐ ܕܣܘܪܝܐ ܕܝܡܩܪܛܝܬܐ), abreviate FDS (în engleză SDF sau QSD), sunt o alianță multi-etnică și multi-religioasă alcătuită din miliții kurde, arabe, asiriene, armene, turkmene și circasiene care luptă în Războiul Civil Sirian. FDS sunt dominate în personal și conducere militară de Unitățile de Apărare a Poporului (YPG), o miliție predominant kurdă. Conform Pentagonului, kurzii alcătuiau circa 40% din FDS, iar arabii 60% în martie 2017. Înființate în octombrie 2015, Forțele Democratice Siriene au declarat că misiunea lor este lupta pentru crearea unei Sirii seculare, democratice și federale, în conformitate cu dezideratele Revoluției din Rojava. Constituția Federației Democratice a Nordului Siriei, amendată în decembrie 2016, numește FDS drept forța sa oficială de apărare.
Principalii adversari ai FDS și aliaților lor sunt grupările salafiste și fundamentaliste islamice implicate în războiul civil, în particular Statul Islamic (SIIL), grupările de opoziție sprijinite de Turcia, afiliații al-Qaeda și aliații lor. FDS se concentrează în special pe lupta împotriva SIIL, reușind să alunge gruparea din zone importante strategic precum Al-Hawl, Shaddadi, barajul Tishrin, Manbij, al-Tabqa, barajul Tabqa și barajul Baath.

## Înființare
Înființarea FDS a fost anunțată pe 11 octombrie 2015, în timpul unei conferințe de presă desfășurate la Al-Hasaka. Alianța a fost construită pe bazele cooperării anterioare îndelungate dintre partenerii fondatori. În timp ce Unitățile de Apărare a Poporului (Yekîneyên Parastina Gel, YPG) și Unitățile Feminine de Apărare (Yekîneyên Parastina Jin, YPJ) operau pe toată întinderea Rojavei, ceilalți semnatari erau mai degrabă concentrați pe zone geografice.
În Cantonul Kobanî acționau partenerii YPG din centrul comun de informații Vulcanul Eufratului, câteva facțiuni rebele ale Armatei Siriene Libere care ajutaseră la apărarea orașului kurd Kobanî în timpul asedierii acestuia de către Statul Islamic. Liwa Thuwwar al-Raqqa au făcut și ei parte din Vulcanul Eufratului și au fost alungați de Frontul al-Nusra și de Statul Islamic din Raqqa din cauza alierii lor cu YPG începând din aprilie 2014. Gruparea a participat la capturarea orașului Tell Abyad de la Statul Islamic.
În Cantonul Jazira acționau gruparea asiriană Consiliul Militar Siriac (Mawtbo Fulhoyo Suryoyo, MFS) și Forțele Al-Sanadid ale tribului arab Shammar, ambele cooperând cu YPG în lupta contra Statului Islamic încă din 2013. Asirienii din MFS sunt aliniați și politic kurzilor din YPG, împărtășind aceeași ideologie seculară de confederalism democratic, cunoscută de comunitatea asiriană drept mișcarea Dawronoye.
Acționând în Regiunea Shahba, Armata Revoluționarilor (Jaysh al-Thuwar, JAT) era ea însăși o alianță a câtorva grupuri cu origini etnice sau politice diverse, având în comun faptul că fuseseră respinse de curentul principal al Opoziției siriene din cauza vederilor și afilierilor lor seculare și anti-islamiste. Totuși, majoritatea grupărilor care compun JAT utilizau și continuă să utilizeze însemnele Armatei Siriene Libere.

### Grupuri semnatare
Următoarele grupări au semnat documentul fondator:
1. Unitățile de Apărare a Poporului (Yekîneyên Parastina Gel, YPG)
2. Unitățile Feminine de Apărare (Yekîneyên Parastina Jin, YPJ)
3. Forțele Al-Sanadid
4. Consiliul Militar Siriac (Mawtbo Fulhoyo Suryoyo, MFS)
5. Liwa Thuwwar al-Raqqa
6. Vulcanul Eufratului
7. Armata Revoluționarilor (Jaysh al-Thuwar, JAT)
  1. Brigada 99 Infanterie
8. Brigăzile din al-Jazira

Pe 10 decembrie 2015, după o conferință de două zile, FDS și-au înființat și propriul partid politic, denumit Consiliul Democratic Sirian.

### Coaliția Arabă Siriană
Coaliția Arabă Siriană este, conform Guvernului Statelor Unite, o alianță planificată să fie alcătuită doar din miliții arabe înființate în timpul Războiului Civil Sirian. Din acest punct de vedere, coaliția este compusă exclusiv din grupări ale Forțelor Democratice Siriene de etnie arabă.